# Древен път на чая
Древният път на чая е бил важна пътна мрежа, по която са се извивали черни пътища през планините в Съчуан, Юннан и Гуейджоу в Югоизточен Китай, а след това се разширил до Бенгал в Индия. Понякога го наричат Северен път на коприната.

## История
От близо век Древният път на чая е търговски маршрут, който свързва Юннан (сред първите региони, производители на чай), до Бенгал през Бирма; Тибет и Централен Китай през провинцията Съчуан. Освен чая мулетарите пренасяли и сол. Както хората, така и конете били натоварени с тежък товар. Багажът на носачите понякога достигал до 60 – 90 кг, което често надхвърляло собственото им тегло.
Смята се, че именно чрез този пътен възел чаят е достигнал за първи път до Китай и Азия от областта Юннан.